# 陳嘉樺音樂作品列表
本條目列舉臺灣女歌手陳嘉樺的音樂作品專頁，本專頁包含各種專輯、原聲帶、單曲、合唱歌曲，以及歌曲的創作和製作。

## 錄音室專輯
| 類型       | 名稱       | 發行日期                                   | 製作公司 | 唱片公司 | 備註           |
| 錄音室專輯 | Why Not    | 2015年4月17日                              | 華研音樂 | 華研音樂 | 首張個人專輯   |
| 錄音室專輯 | BAD HABITS | 2024年3月31日（數位） 2024年4月1日（實體） | 勁樺娛樂 | 群石國際 | 第二張個人專輯 |

## 迷你專輯
| 類型     | 名稱                      | 發行日期       | 製作公司 | 唱片公司 | 備註                                                        |
| 公益EP   | 薔薔紀念EP                | 2007年8月24日  | 華研音樂 | 華研音樂 | 收益全數捐給「流浪動物之家」                                |
| 迷你專輯 | 我就是...                 | 2012年3月30日  | 華研音樂 | 華研音樂 | 首張個人迷你專輯                                            |
| 單曲EP   | 渾身是勁                  | 2016年10月28日 | 華研音樂 | 華研音樂 | 收錄2016年紀念單曲〈渾身是勁Me vs. Me〉，另有收錄「Kala版」 |
| 數位EP   | Ella Show 娛樂無限公司 EP | 2020年11月16日 | 勁樺娛樂 | 杰思國際 | 收錄「艾拉秀三部曲」，另有收錄「晚安歌」                    |

## 合唱歌曲
| 年份   | 合唱對象                                           | 歌曲名稱                          | 附註 |
| 2001年 | Selina                                             | 你還好不好                        | 收錄於S.H.E的《女生宿舍》專輯 |
| 2008年 | Hebe                                               | 公主Selina                        | 作曲及填詞，Ella為在演唱會中受傷的Selina所創作的作品，是送給Selina的生日歌，Ella及Hebe曾在演唱會公開為Selina獻唱，demo版之後收錄於Ella《我就是...》預購附贈創作CD中 |
| 2011年 | 吳青峰                                             | 你被寫在我的歌裡                  | 收錄於蘇打綠《你在煩惱什麼》專輯（另有《你被寫在我的歌裡(室內樂版)》收錄於陳嘉樺《我就是...》專輯中） |
| 2012年 | Tank                                               | 懂我再愛我                        | 收錄於陳嘉樺《我就是...》專輯 |
| 2013年 | 江蕙                                               | 歹逗陣                            | 收錄於江蕙《遠走高飛》專輯 |
| 2016年 | 鹿晗、潘瑋柏、劉敏濤、張丹峰、大張偉、薛之謙、魏晨 | 重返十七歲                        | 《我去上學啦》主題曲 |
| 2016年 | 賈乃亮                                             | 來吧！冠軍 （页面存档备份，存于） | 綜藝節目《來吧！冠軍》主題歌 |
| 2018年 | 韋禮安                                             | Anytime Is Happy Time             | 台灣啤酒廣告曲 |
| 2019年 | 玖壹壹                                             | 來個蹦蹦                          | 單曲 |
| 2020年 | 跨領域各界名人                                     | We are, We can be                 | 2020同婚一周年紀念公益單曲，由新生代樂團 Control T 與魚丁糸團長可田合作量身打造，集結了來自不同領域的人來參與，包括歌手、網路創作者、寫真明星等等。共計 51 位人員參與演唱，一起為愛發聲！ |
| 2021年 | 洪榮宏                                             | 惜你每一天                        | 收錄於洪榮宏《惜你每一天》專輯 |
| 2022年 | 高爾宣                                             | 野夏天                            | 電影《野夏天》主題曲 |
| 2023年 | 群星                                               | 風之所向                          | 《乘風2023》主題曲 |
| 2023年 | TANK                                               | 老友记                            | 單曲，Tank親自作曲和製作，《老友記》力邀到著名音樂人王雅君填詞，巧合的是，雅君老師之前和Selina任家萱有過合作，在原創新歌方面第一次與Ella正式合作，可謂緣分奇妙的 兜兜轉轉，而感受了他和她「是可以互相陪伴一輩子的好朋友」狀態後，最終完成的《老友記》歌詞，原汁原味還原出友情之於人生的獨特與感動，那就是——用心 的珍惜。 是的，就像Tank和Ella，見證彼此從年少時的青春無敵，意氣風發，也同樣步入人生新階段，經歷婚姻、生子、事業高峰與再度突破的種種考驗……難得的是，兩個人依然 陪伴彼此，發自內心地珍惜著這份友情，一起無畏地迎接著時光的洗禮。 |
| 2024年 | 吳青峰                                             | 你被寫在我的歌裡                  | 收錄於蘇打綠全新蘇打綠版復刻專輯《你在煩惱什麽（蘇打綠版）》 |
| 2024年 | 魏嘉莹                                             | 时光从不温柔                      | 电视剧《你好，我是接体员》插曲，之後收錄於魏嘉莹專輯《你不必無時無刻維持完美的笑容》 |

## 原聲帶合輯
| 專輯名稱               | 發行日期      | 演唱歌曲     | 附註                                           |
| 《真命天女》電視原聲帶 | 2005年9月28日 | 《只是當時》 | 電視劇《真命天女》插曲，由Selina、Hebe參與合聲 |

## 單曲
| 歌曲名稱              | 年份           | 附註 |
| 330想想你             | 2009年         | Ella主唱、作曲及填詞，Ella為了Hebe生日所創作的歌曲，demo版之後收錄於《我就是...》預購所附贈創作CD中。 |
| 愛到失眠              | 2009年         | Ella主唱、作曲及填詞，動力火車的歌曲〈愛到瘋癲〉原DEMO，於《移動城堡世界巡迴演唱會》澳門站發表，曲同動力火車〈愛到瘋癲〉Ella所作的曲，詞則是〈愛到瘋癲〉Hebe作的詞和Ella自己作的詞的結合 |
| 單手超人              | 2009年         | 寫給爸爸的歌，填詞作曲 |
| 我就是我              | 2009年         | 填詞作曲，S.H.E《愛而為一巡演》中Ella獨唱曲，之後收錄於《我就是...》專輯，專輯中改編為「性感爵士版」，此版本同為電影「女孩壞壞」片尾曲。 |
| 跟月亮 Say Goodbye    | 2010年         | 填詞作曲，流傳於網路。 |
| 偷偷愛著你            | 2011年         | 作曲、填詞，曲同POP Radio台歌《917在一起》，而詞是未正式發表前自己所創作的詞。 |
| NTC                   | 2012年         | 作曲、填詞，NIKE 2012 Be Amazing 運動宣言歌曲，為《我就是...》EP預購贈品，市面上無販售。 |
| 真的我                | 2014年9月30日  | 數位發行，由Ella作曲，為電視劇《謊言遊戲》片尾曲，先於《2gether 4ever》巡演Encore場發表，之後收錄在2015年個人專輯《Why Not》Bonus Track中。 |
| 熱水澡                | 2014年         | 廣告單曲，原曲為黃立行的《冷水澡》。 |
| 無解                  | 2014年11月10日 | 數位發行，電視劇《謊言遊戲》插曲，之後收錄在2015年個人專輯《Why Not》Bonus Track中。 |
| 渾身是勁              | 2016年10月28日 | 數位發行，收錄於Ella 2016單曲EP《渾身是勁》中。 |
| 你好，瘋子            | 2016年12月9日  | 數位發行，电影《你好，瘋子！》同名推廣曲 |
| 我的寶                | 2017年12月4日  | 數位發行，個人製作 |
| 終於愛情              | 2018年4月12日  | 數位發行，電影《脫單告急》主題曲 |
| Anytime Is Happy Time | 2018年5月23日  | 數位發行，與韋禮安合唱，金牌台灣啤酒廣告主題曲 |
| 心不名狀              | 2019年1月18日  | 數位發行，與張軒睿合唱，電影《大三元》主題曲 |
| 都幾歲了              | 2019年6月5日   | 數位發行，電視劇《幸福一家人》片尾曲(台灣八大電視台版本)；生日單曲 |
| 囉哩叭唆              | 2019年6月18日  | 數位發行；生日單曲 |
| 晚安歌                | 2020年5月18日  | 數位發行，填詞·作曲，她創作的《晚安歌》將會是「The Ella show艾拉秀」巡演中的精華結尾曲目 |
| 人生不能沒副歌        | 2020年9月23日  | 數位發行，《人生不能沒副歌》是ELLA陳嘉樺全新型態的《艾拉秀:娛樂無限》全新訂造的「新ELLA三部曲」第一彈! 整首歌就像是一個迷你的SHOW CASE!金曲獎最佳作詞人李悼雄的5段歌詞就是5段臺詞，非常有劇場感，ELLA用百老匯音樂劇「BIG BND」的音樂型態，邊演邊唱，邊唱邊演，把歌詞連「標點符號」在內的細微轉折都完全唱出，也把每個人面對機遇來臨時的內心小劇場獨白。 |
| A CA ELLA             | 2020年10月27日 | 數位發行，《A CA ELLA》是ELLA陳嘉樺全新型態的《艾拉秀:娛樂無限》全新訂造的「新ELLA三部曲」第二彈! 《A CA ELLA》歌名翻玩「Acapella」一詞，變成了「A咖Ella」相當逗趣，短短3分多鐘歌曲裡，Ella以「無伴奏合聲ACappella」開場，從清唱變成繽紛舞曲，再由歌者變為脫口秀主持人口吻，完全展現能說能唱的功力，更邀來黃韻玲擔任音樂總監與合音天使。金曲獎最佳作詞人李焯雄把英文名稱Ella入歌極具巧思，唱起來就像「A咖艾拉」，演唱時是否會害羞嗎？她自信回說：「很酷！我本來就是什麼名詞都可以把自己加進去，很有趣的思維！」 |
| 娛樂無限公司          | 2020年11月26日 | 數位發行,《艾拉秀：娛樂無限》音樂總監、金曲獎最佳作曲人黃韻玲聯同新銳音樂人張牧喬為Ella訂造「ELLA三部曲」的壓軸曲《娛樂無限公司》，以先聲奪人的鼓點開場，彷如進行曲般一路向前的舞曲節奏，讓每一雙腳都想跳舞，用音樂開趴，是一首充滿玩樂感的舞曲。 金曲獎最佳作詞人李焯雄為ELLA陳嘉樺的「解接哲學」寫下最新一筆：「娛樂」的意義不在「HAVE FUN 好玩」，而在於「BE FUN 讓自己變得好玩」，先讓自己成為有趣的人。 |
| 願望清單              | 2023年12月15日 | 數位發行。經過九年的等待，Ella陳嘉樺即將帶來第二張全新專輯，首支揭開序幕之曲【願望清單】，由金獎製作人陳君豪悉心打磨，陳小霞重磅量身訂作，葛大為如讀心般寫出Ella其心聲，在配唱製作人馬毓芬的引導下，Ella唱出更細膩的情感，簡單深刻的弦樂編曲襯托出你我最熟悉——Ella溫暖厚實；充滿磁性的中低音，齊力完成這首觸動人心的動人之作。 |
| 南方的月亮            | 2024年1月22日  | 數位發行，單曲與MV晚間八點數位串流平台同步上線。Ella陳嘉樺×陳意涵，雙女主角黃金陣容首次聯手共同演出，獻給每一位為了生活和夢想而努力的人，當你漂泊在異鄉，感到迷失方向時，「家」永遠是你生命中最安穩的指引，當黑夜吞噬希望，別忘了抬頭看，前方總會有『南方的月亮』，為你照亮前行的路。 |
| 倒放的一生            | 2025年6月6日   | feat.吴壵滔；bilibili《靈籠》第二季插曲 |

## 電影配唱
| 年份   | 電影名稱            | 曲名       | 附註                                           |
| 2012年 | 女孩壞壞            | 壞女孩     | 電影主題曲                                     |
| 2012年 | 女孩壞壞            | 我就是我   | 電影片尾曲，詞曲:Ella，此版本為「性感爵士」版  |
| 2012年 | 女孩壞壞            | 懂我再愛我 | 與Tank合唱，電影插曲                           |
| 2012年 | 女孩壞壞            | 愛像什麼   | 電影插曲，翻唱劉文正的「愛像什麼」             |
| 2015年 | 缺角一族            | 差一點     | 電影主題曲                                     |
| 2016年 | 銷售奇姬            | 想念自己   | 電影插曲                                       |
| 2016年 | 你好，瘋子          | 你好，瘋子 | 电影推广曲                                     |
| 2018年 | 脫單告急            | 終於愛情   | 電影主題曲                                     |
| 2018年 | 影                  | 傀         | 電影推廣曲，創辦勁樺娛樂有限公司第一個音樂作品 |
| 2019年 | 大三元 (2019年電影) | 心不名狀   | 與張軒睿合唱，電影主題曲                       |
| 2022年 | 野夏天              | 野夏天     | 與高爾宣合唱，電影主題曲                       |
| 2022年 | 野夏天              | 沙粒       | 電影插曲                                       |

## 個人創作、製作
| 發行或發表日期 | 專輯名稱／其他收錄 | 曲目（演唱者）                      | 創作部份                         | 備註 |
| 2005年         | 不想長大           | 神槍手（S.H.E）                     | 製作人                           | 1.與Hebe、Selina共同擔任製作人 2.編曲是Sample「荒野大鏢客」的主題音樂                                                                                           |
| 2007年         | Play               | 老婆（S.H.E）                       | 作曲                             | 敘述S.H.E之間感情的歌曲 |
| 2007年         | 薔薔紀念EP         | 薔薔（Ella）                        | 作曲、填詞                       | Ella養的巴哥犬「薔薔」過世,因此為紀念它而創作此首歌 |
| 2008年         | 我的電台 FM S.H.E  | FM S.H.E（S.H.E）                   | 作曲                             | 1.專輯預購禮單曲 2.FM S.H.E台歌，此曲共有五個版本 |
| 2008年         | 我的電台 FM S.H.E  | 宇宙小姐（S.H.E）                   | 和聲編寫                         | |
| 2008年         | 我的電台 FM S.H.E  | 沿海公路的出口（S.H.E）             | 和聲編寫                         | |
| 2008年         | 我的電台 FM S.H.E  | 天亮了（S.H.E）                     | 和聲編寫                         | |
| 2008年         | 我的電台 FM S.H.E  | 月光手札（S.H.E）                   | 和聲編寫                         | |
| 2008年         | 我的電台 FM S.H.E  | 酸甜（S.H.E&飛輪海）                | 和聲編寫                         | |
| 2008年         | 我就是...          | 公主Selina（Ella & Hebe）           | 作曲、填詞                       | 1.Ella為S.H.E團員Selina在演唱會中受傷所創作的作品，是送給Selina的生日歌，Ella及Hebe曾在演唱會公開為Selina獻唱 2.demo版之後收錄於《我就是...》預購所附贈創作CD中 |
| 2008年         | 寫給自己的歌       | 在這裡（黃義達）                    | 填詞                             | |
| 2009年         |                    | 眼睛充滿電（S.H.E）                 | 作曲、填詞                       | 中國牽手飲料這樣紫啊廣告曲 |
| 2009年         |                    | 917在一起（S.H.E）                  | 作曲                             | 1.POP Radio台歌，此曲共有25個版本 2.此歌曲獲第45屆廣播金鐘獎電臺臺呼獎                                                                                          |
| 2009年         | 我就是...          | 330(想想你)（Ella）                 | 作曲、填詞                       | 1.Ella為了S.H.E團員Hebe的生日所創作的生日歌。 2.demo版之後收錄於《我就是...》預購所附贈創作CD中                                                                 |
| 2009年         |                    | 愛到失眠（Ella）                    | 作曲、填詞                       | 動力火車的歌曲〈愛到瘋癲〉原DEMO，於《移動城堡世界巡迴演唱會》澳門站發表，曲同動力火車〈愛到瘋癲〉Ella所作的曲，詞則是〈愛到瘋癲〉Hebe的詞和Ella自己作的詞結合  |
| 2009年         | 繼續轉動           | 愛到瘋癲（動力火車）                | 作曲                             | 曲同〈愛到瘋癲〉原DEMO〈愛到失眠〉 |
| 2009年         |                    | 單手超人（Ella）                    | 作曲、填詞                       | Ella寫給爸爸的歌，曾在圖文書《愛的三溫暖》宣傳錄音演唱。 |
| 2009年         |                    | 愛到失眠（S.H.E）                   | 作曲、填詞                       | 動力火車的歌曲〈愛到瘋癲〉原DEMO，於《愛而為一世界巡演》發表，曲同動力火車〈愛到瘋癲〉Ella所作的曲，詞則是〈愛到瘋癲〉Hebe的詞和Ella自己作的詞結合              |
| 2009年         | 我就是...          | 我就是我（Ella）                    | 作曲、填詞、和聲編寫             | S.H.E《愛而為一巡演》中Ella獨唱曲，之後收錄於《我就是...》專輯，專輯中改編為「性感爵士版」，此版本同為電影「女孩壞壞」片尾曲                                    |
| 2010年         | SHERO              | SHERO（S.H.E）                      | 和聲編寫                         | 與Selina和Hebe以及八三夭阿璞共同合作編寫 |
| 2010年         | SHERO              | 愛上你（S.H.E）                     | 和聲編寫                         | |
| 2010年         | SHERO              | 收留我（S.H.E）                     | 和聲編寫                         | |
| 2010年         |                    | 跟月亮 Say Goodbye（Ella）          | 作曲、填詞                       | 於網路間流傳 |
| 2010年         | 首張同名專輯Honey  | Bird（郭書瑤）                      | 作曲、填詞                       | |
| 2011年         |                    | 偷偷愛著你（Ella）                  | 作曲、填詞                       | 曲同POP Radio台歌《917在一起》，而詞是未正式發表前自己所創作的詞                                                                                                |
| 2011年         |                    | Peter0410不哭了（華研國際音樂群星） | 作曲、填詞                       | 於網路間流傳 |
| 2012年         | 我就是...          | 厚臉皮（Ella）                      | 作曲、填詞、和聲編寫             | |
| 2012年         | 我就是...          | NTC（Ella）                         | 作曲、填詞、和聲編寫、配唱製作人 | 1.NIKE 2012 Be Amazing 運動宣言歌曲 2.收錄於預購個人EP《我就是...》所附贈創作CD                                                                                 |
| 2012年         | 花又開好了         | 不說再見（S.H.E）                   | 作曲、填詞                       | 與Selina、Hebe共同作曲及填詞 |
| 2014年         |                    | 917在一起(女神愛電音版)（S.H.E）    | 作曲                             | 配合POP Radio推出台呼「限時免費」下載 |
| 2014年         | Why Not            | 真的我                              | 作曲                             | 謊言遊戲片尾曲，先於《2gether 4ever》巡演Encore場發表，之後收錄在個人專輯《Why Not》Bonus Track                                                                 |
| 2015年         | Why Not            | 30啊                                | 作曲                             | 收錄在個人專輯《Why Not》 |
| 2017年         |                    | 我的寶                              | 作曲、填詞                       | 數位發行 |
| 2019年         |                    | 都幾歲了                            | 合聲編寫                         | 數位發行；與張簡君偉共同合作 |
| 2020年         |                    | 晚安歌                              | 作曲、填詞                       | 數位發行 |